# Esquilino (rione de Roma)

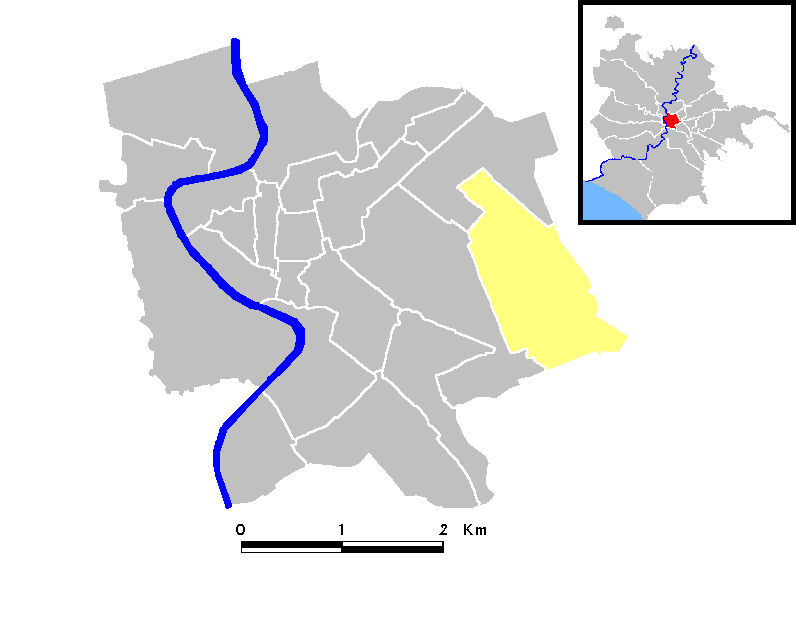
Mapa do Rione XV - Esquilino

Esquilino é um dos vinte e dois riones de Roma, oficialmente numerado como Rione XV, localizado no Municipio I. Seu nome é uma referência ao monte Esquilino, uma das sete colinas de Roma. Até 1921, o território deste rione era parte de Monti.

## História

Brasão de Esquilino: uma árvore frondosa e um monte com três cumes.

A região do Monte Esquilino é de urbanização muito antiga (juntamente com "Palatina", "Colina" e "Suburra", era uma das quatro regiões da roma serviana). Com seus três cumes ("Císpio", "Ópio" e "Fagutal"), compreendia, na época da reorganização de Augusto, toda a área hoje atribuída ao rione Monti.
O território do rione atual sempre foi, porém, uma espécie de subúrbio da cidade que passava como um centro histórico. Antigamente ficava próximo da Muralha Serviana e abrigava o áger (cujo vinha da região onde hoje está a moderna Estação Termini, na via Merulana); no período imperial, estava no interior da Muralha Aureliana, mas permaneceu numa zona marginal da cidade, tanto que uma das etimologias propostas para o nome defende que "esquilino" seria uma referência ao termo esquílias (em latim: esquiliae), que significa exatamente "subúrbios".
Até a época de Augusto, a região que ficava acima do áger da muralha republicana era uma espécie de depósito de lixo gigante da cidade que abrigava também um cemitério e estava divida em uma área para os escravos e outra para os cidadãos mais pobres que tinha condições mínimas para viver num columbário. Rodolfo Lanciani descreve a descoberta de mais de setenta destes "pequenos postos" (em italiano:  puticoli) na região da Estação Termini.
Depois da reorganização de Augusto, numa época de grande expansão da cidade e na qual ninguém imaginava que a poderosa Roma fosse um dia precisar de muralhas, debaixo de uma dezena de metros de terra para enterrar o solo pestilento e poluído, o áger da antiga muralha tornou-se uma espécie de passeio público no qual foi construído os Jardins de Mecenas, esplêndidos jardins que abrigava, entre outras edificações, a alta torre a partir da qual Suetônio conta que Nero teria assistido Roma queimar, e onde foi revelado, em 1874, o "Auditório de Mecenas". Este era parte de um complexo muito maior que foi demolido para abrir espaço para abrir espaço para novas construções, uma vez que a capital do novo império precisava de acomodações.
Até o período final do império, o Esquilino foi uma região de villas residenciais chamadas de "hortos", e não de casas populares. Durante toda a antiguidade, a população mais pobre preferia morar nas regiões mais baixas, onde o acesso à água era mais simples para quem não tinha escravos, como a Suburra.
Durante o período medieval, a região passou a ser habitada por várias ordens e conventos foram construídos no entorno de Santa Maria Maggiore. Depois do século XVII, as villas voltaram à região. Na Villa Palombara foi construída, na segunda metade deste século, a famosa Porta Alchemica, que hoje está nos jardins da piazza Vittorio Emanuele II.
Esta considerável persistência dos modos antigos na região foi completamente sufocada nos edifícios residenciais de hoje, completamente reconstruídos depois da unificação da Itália (1870) como um novo bairro habitacional para a nova classe empresarial (o "Novo Quartiere Esquilino"). Isto redefiniu as características arquitetônicas e urbanísticas do rione, que é um dos mais regulares de Roma, juntamente com o Prati.
Por sua banalidade e proximidade de uma área de infraestrutura industrial como a da Estação Termini, com seus vastos armazéns de serviço, este rione fica quase completamente fora do circuito turístico padrão, que geralmente só visitam o estritamente necessário: a basílica de Santa Maria Maggiore e a estação.

## Vias e monumentos
- Acquarium (Piazza Manfredo Fanti)
- Arco de Sisto V
- Colonna della Pace
- Fonte do Obelisco Laterano
- Fonte da Piazza di Santa Maria Maggiore
- Obelisco Esquilino
- Piazza dei Cinquecento
- Piazza Dante
- Piazza Vittorio Emanuele II
- Porta Alchemica
- Porta Esquilina
- Via Merulana

### Antiguidades romanas
- Anfiteatro Castrense
- Aqueduto de Nero
- Arco de Galiano
- Auditório de Mecenas
- Casa Tonda (demolido)
- Circo Variano
- Fórum Tauriano
- Hipogeu dos Aurélios

- Jardins Lamianos
- Jardins Licinianos
- Jardins Lolianos
- Jardins de Mecenas
- Jardins Maianos
- Jardins da Esperança Antiga (Horti Spei Veteris)
- Jardins Taurianos
  - Jardins Epafroditianos
  - Jardins Palantianos
  - Jardins Vetianos
- Jardins Torquatianos
- Lacus Orphei
- Necrópole do Esquilino
- Ninfeu de Alexandre
- Porta Maggiore
- Porta Tiburtina (Porta San Lorenzo)
- Sessório
- Templo de Minerva Medica
- Termas de Helena
- Túmulos republicanos na Via Statilia

## Edifícios

### Palácios evillas
- Palazzo della SIPO a Via Tasso (Museo Storico della Liberazione)
- Villa Altieri
- Villa Astalli
- Villa Gentili
- Villa Giustiniani Massimo
- Villa Palombara
- Villa Wolkonsky

### Outros edifícios
- Estação Termini
- Collegium Russicum
- Monastero delle Viperesche
- Museo Nazionale degli Strumenti Musicali
- Museo Storico della Fanteria
- Museo Storico dei Granatieri di Sardegna
- Museo Storico della Liberazione
- Palazzo del Freddo Giovanni Fassi
- Pontifícia Universidade Antonianum
- Pontifício Instituto Oriental
- Pontifício Seminário Lombardo
- Teatro Ambra Jovinelli (Via Guglielmo Pepe, 45)

### Igrejas
- Sant'Alfonso di Liguori all'Esquilino
- Sant'Antonio Abate all'Esquilino
- Sant'Antonio da Padova all'Esquilino
- Santa Bibiana
- Santa Croce in Gerusalemme
- Santissimo Crocifisso alla Stazione Termini
- Capella di Sant'Elena
- Sant'Eusebio
- Santa Margherita Maria Alacoque
- Santa Maria Immacolata all'Esquilino
- Santa Maria Addolorata all'Esquilino
- Santa Maria del Buon Aiuto nell'Anfiteatro Castrense
- Santa Maria Maggiore
- Oratorio di Santa Maria Immacolata della Concezione
- Cappella della Sacra Famiglia di Nazareth
- Santi Vito e Modesto

Igrejas desconsagradas
- Oratorio di Santa Margherita

Igrejas destruídas
- Sant'Andrea Catabarbara
- San Barnaba de Porta
- San Giuliano all'Esquilino
- San Matteo in Via Merulana